# Epoicoteri
L'epoicoteri (Epoicotherium unicum) és un paleanodont prehistòric que visqué durant l'Eocè a Nord-amèrica. Devia pesar entre 58,5 i 196,9 g. Douglass descrigué aquesta espècie l'any 1905 creient que es tractava d'un monotrema.